# Josef Erber
Josef Erber, född Josef Houstek 16 oktober 1897 i Ottendorf i dåvarande Österrike-Ungern, död 1987, var en tysk SS-Oberscharführer. 
Erber deltog som infanterisoldat i första världskriget. År 1939 inträdde han i Schutzstaffel (SS). Han tjänstgjorde i Auschwitz från november 1940 tills lägret evakuerades i januari 1945. Han hade olika befattningar, bland annat inom den politiska avdelningen, så kallade Lager-Gestapo. Erber tjänstgjorde ofta vid tågramperna där han deltog i urvalet av arbetsodugliga fångar.
Efter andra världskriget bytte han namn och fortsatte att arbeta i nästan 15 år vid ett spinneri i Hof i Bayern. Han arresterades 1965 och dömdes vid den Andra Auschwitzrättegången 1966 till livstids fängelse för krigsförbrytelser och brott mot mänskligheten.
År 1981 samtalade historikern Gerald Fleming med Erber i fängelset och fick denne att utförligt beskriva hur insläppsanordningen för cyanidkristallerna i gaskamrarna fungerade. Erber släpptes ur fängelset 1986 och avled året därpå.

## Drei Deutsche Mörder
I reportagefilmen Drei Deutsche Mörder. Aufzeichnungen über die Banalität des Bösen (1979) intervjuar Ebbo Demant Josef Erber, Oswald Kaduk och Josef Klehr om Auschwitz och deras självförståelse som före detta lägeranställda.